# ام‌بی‌کی انترتینمنت
ام‌بی‌کی انترتینمنت (کره‌ای: MBK 엔터테인먼트; انگلیسی: MBK Entertainment) یک کمپانی سرگرمی کره جنوبی بنیان‌گذاری شده در سال ۲۰۰۷ توسط کیم کوانگ-سو است. این ناشر سابقاً با نام کور کانتنتس مدیا شناخته می‌شد و در ۹ ژانویه ۲۰۰۷ به عنوان زیر مجموعه‌ای از ناشر سی‌جی ئی اند ام میوزیک بنیان‌گذاری شد.

## هنرمندان

### گروه‌های موسیقی
- دیا
- بی‌ای‌ئی۱۷۳[الف]
- کلسی[ب]

### گروه دونفره
- اچ اند دی[الف]

### تک‌خوان‌ها
- یه‌بین[۳]
- سونگ گا-این[الف]

### گروه‌های پروژه
- ونوس[الف]

### بازیگر
- جونگ چه-یون

### تهیه‌کننده
- چو سونگ-هی[۴][الف]

منبع: